# Ligne de Mátészalka à Tiborszállás
La Ligne de Mátészalka à Carei par Tiborszállás ou ligne 115 est une ligne de chemin de fer de Hongrie. Elle relie Mátészalka à Carei.